# NFPA 704
| NFPA 704                               |
| -------------------------------------- |
| 0 4 1 SA                               |
| Codul NFPA 704 pentru Acid fluorhidric |

NFPA 704 este un standard al Asociației Naționale de Protecție contra Focului (NFPA) din SUA. Acest standard constă în așa-zisul „fire diamond" (diamant al focului), un cod pentru o identificare ușoară a riscurilor asumate la folosirea substanțelor cu potențial periculos. Aceasta ajută printre altele la determinarea echipamentului ce ar trebui folosit în timpul manevrării substanțelor chimice.

## Semnificația codului
| Sănătate (albastru) |                                                                                 |
| 4                   | Expunerea foarte scurtă poate cauza moartea (e.g.Acid cianhidric, fosgen)       |
| 3                   | Scurta expunere poate conduce la vătămări corporate grave (e.g. Clor)           |
| 2                   | Expunerea prelungită poate provova leziuni și vătămări corporale(ex. Oxapentan) |
| 1                   | Expunerea cauzează iritații și discomfort (ex. Acetonă)                         |
| 0                   | Nu există pericol (ex. Azot)                                                    |

| Inflamabilitate (roșu) | |
| 4                      | Vaporizează la temperatura camerei și se auto-aprinde, arzând imediat (ex. Propan). Autoaprindere sub 23 °C (73 °F)             |
| 3                      | Solide și lichide care pot fi aprinse la temperatura camerei (ex. Benzina). Autoaprindere între 23 °C (73 °F) și 38 °C (100 °F) |
| 2                      | Pot fi expuse la căldură înainte să se aprindă (ex. Motorina). Autoaprindere între 38 °C (100 °F) și 93 °C (200 °F)             |
| 1                      | Arde cu mare greutate (ex. Ulei). Punct de aprindere peste 93 °C (200 °F)                                                       |
| 0                      | Nu arde (ex. Apa) |

| Reactivitate (galben) | |
| 4                     | Capabil de detonare sau descompunere explozivă la temperatură și presiune normale. (ex.Nitroglicerina, RDX) |
| 3                     | Capabil de detonare, dar necesită încălzire sau șocuri fizice (ex. Dinamita)                                |
| 2                     | Reacționează violent cu apa (ex. Potasiu, Sodiu, Rubidiu, Cesiu)                                            |
| 1                     | Se instabilizează la temperaturi ridicate (ex. Peroxid de Sodiu)                                            |
| 0                     | Stabil (ex. Heliu)                                                                                          |

## Codul Alb
Codul alb este destinat pentru simbolurile speciale precum:
- W: reacționează cu apa într-o manieră neobișnuită sau periculoasă (ex. Cesiu, Sodiu)
- OX sau OXY: Oxidant (ex. Permanganat de potasiu)
- SA: gaz asfixiant elementar (ex. Azot, Heliu, Neon, Argon, Kripton, și Xenon)

## Alte coduri
- COR: Coroziv; acid puternic sau bază (e.g. acid sulfuric, hidroxid de potasiu)
  - ACID și ALK mai specific.
- BIO: hazard biologic (e.g., virus)
- POI: otravă (e.g. venin),
- :  radioactiv (e.g., plutoniu, uraniu)
- CRY sau CRYO: Criogenic (e.g. Azot lichid)